# クリス・デービス (外野手)
クリストファー・エイドリアン・デービス（Khristopher Adrian Davis, 1987年12月21日 - ）は、 アメリカ合衆国カリフォルニア州レイクウッド出身の元プロ野球選手（外野手）。右投右打。

## 経歴

### プロ入り前
2006年のMLBドラフト29巡目（全体871位）でワシントン・ナショナルズから指名されたが契約せず、ディアー・バレー高等学校からカリフォルニア州立大学フラトン校に進学した。

### プロ入りとブルワーズ時代

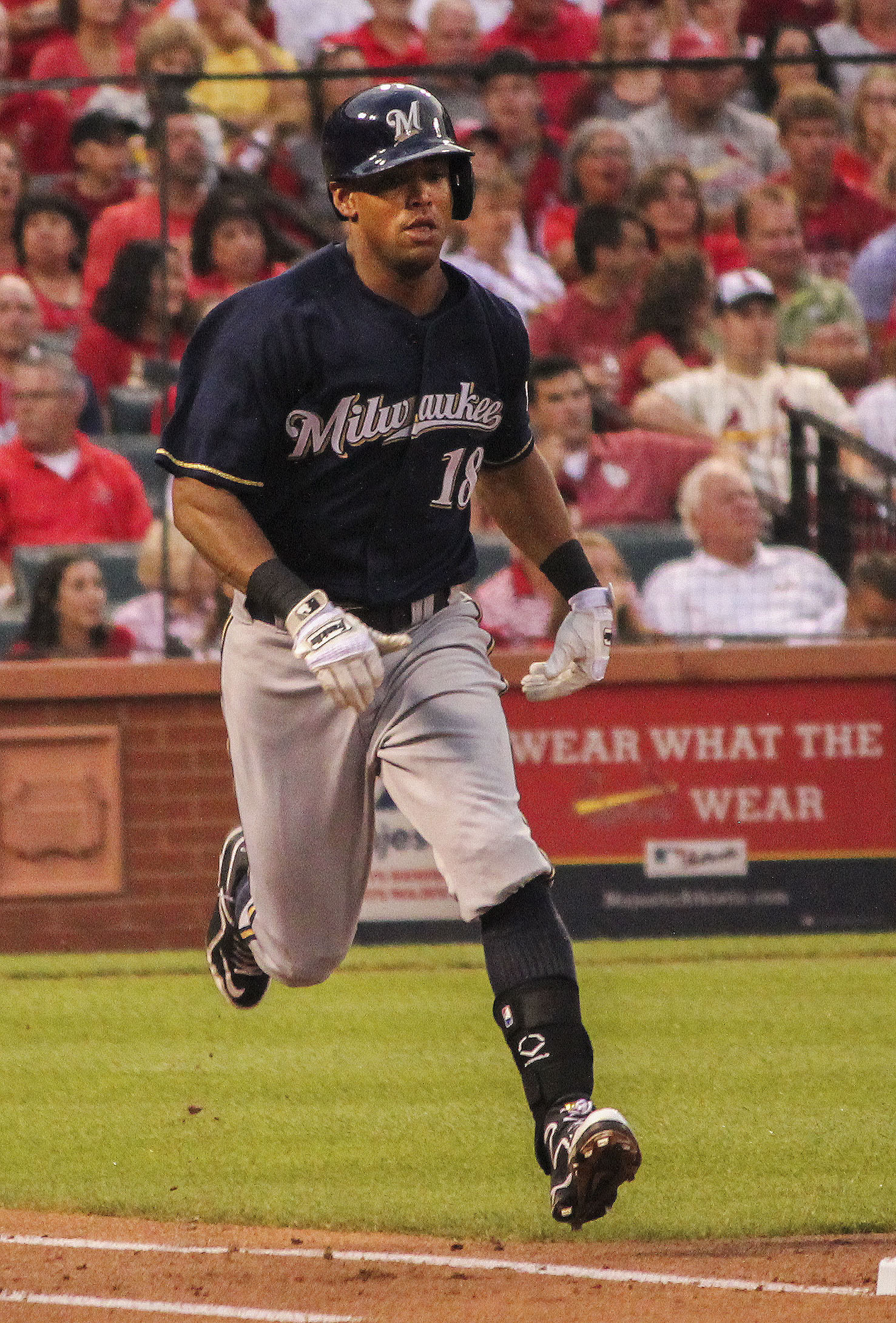
ミルウォーキー・ブルワーズ時代
（2014年8月1日）

2009年のMLBドラフト7巡目（全体226位）でミルウォーキー・ブルワーズから指名され、6月26日に契約した。契約後、傘下のパイオニアリーグのルーキー級ヘレナ・ブルワーズでプロデビュー。10試合に出場して打率.243、2本塁打、8打点、4盗塁を記録した。8月からルーキー級アリゾナリーグ・ブルワーズでプレー。1試合に出場した。
2010年はA級ウィスコンシン・ティンバーラトラーズでプレーし、128試合に出場して打率.280、22本塁打、72打点、17盗塁を記録した。
2011年はまずA+級ブレバード・カウンティ・マナティーズでプレーし、90試合に出場して打率.309、15本塁打、68打点、10盗塁を記録した。7月にAA級ハンツビル・スターズへ昇格。35試合に出場して打率.210、2本塁打、16打点を記録した。
2012年はAA級ハンツビルとルーキー級アリゾナリーグでプレーし、7月30日にAAA級ナッシュビル・サウンズへ昇格。AAA級ナッシュビルでは32試合に出場して打率.310、4本塁打、24打点、1盗塁を記録した。オフの11月20日にブルワーズとメジャー契約を結び、40人枠入りを果たした。
2013年1月25日にブルワーズと1年契約に合意し、開幕ロースター入りした。4月1日のコロラド・ロッキーズ戦でメジャーデビュー。同点の9回裏に代打として出場したが、無安打に終わった。主に代打として14試合に出場したが、5月1日にAAA級ナッシュビルへ降格。7月12日に再昇格し、同日のアリゾナ・ダイヤモンドバックス戦に代打として出場したが三振に終わり、14日にAAA級ナッシュビルへ降格した。7月22日に再昇格。昇格後はライアン・ブラウンが薬物違反で出場停止となったため空いた左翼手の座を、シーズン終盤までケイレブ・ギンドルと争った。この年は56試合に出場し、打率.279、11本塁打、27打点、3盗塁だった。
2014年も開幕ロースター入りした。前年からの倍増となる22本塁打と37二塁打を放ったが、打率.244、122三振と課題を残した。
2015年は121試合の出場に留まり、規定打席にも届かなかった。打率は.247で前年と同数の122三振を喫したが、チームトップの27本塁打に加え、出塁率も.320を超えた。

### アスレチックス時代
2016年2月12日にバッバ・ダービー、ジェイコブ・ノッティンガムとのトレードで、オークランド・アスレチックスへ移籍した。5月17日のテキサス・レンジャーズ戦では、5打数3安打、3本塁打（自己最多）、6打点（自己最多タイ）、サヨナラ満塁本塁打を記録した（サヨナラ本塁打も満塁本塁打も自身初）。最終的に150試合に出場し、打率.247、リーグ3位タイの42本塁打、100打点を記録した。アスレチックスの選手が40本塁打を記録したのは、2000年のジェイソン・ジアンビ以来16年ぶりだった。
2017年2月1日に球団が提示した年俸465万ドルを拒否し、年俸調停で争って勝利した結果、希望どおりの500万ドルの1年契約を結んだ。2月8日に第4回ワールド・ベースボール・クラシック（WBC）のメキシコ代表に選出されたが、2月19日にシーズンを優先するため辞退した。シーズンでは8月22日のボルチモア・オリオールズ戦で通算500安打を達成した。9月23日のテキサス・レンジャーズ戦でミゲル・ゴンザレスからシーズン40号本塁打を記録し、球団がオークランドに移転してからは球団史上初となる2年連続シーズン40本塁打以上となった。
2018年は後半戦だけで27本塁打を記録するなど終盤に調子を上げ、2位に5本差をつける48本塁打を記録して本塁打王に輝いた。また、ボストン・レッドソックスのJ.D.マルティネスに次いでリーグ2位となる123打点を記録した。この活躍により3年連続の40本塁打・100打点をクリアし、自身初のエドガー・マルティネス賞を受賞した。またMLB史上初の「3年連続で、規定打席に到達して同一の打率（打率.247）」という珍しい記録を残した。また、規定打席に未到達の2015年も含めると4年連続で打率.247を記録している。
2019年はマリナーズとの東京でのMLB日本開幕戦のため、訪日している。4月18日に2年総額3350万ドルで契約延長したことを発表した。

### レンジャーズ時代
2021年2月6日にエルビス・アンドラス、アラミス・ガルシア、金銭とのトレードで、ジョナ・ハイム、デーン・アッカーと共にテキサス・レンジャーズへ移籍した。シーズン開幕後の6月8日にDFAとなり、6月13日に自由契約となった。

### アスレチックス復帰
2021年8月4日に前年まで所属したアスレチックスとマイナー契約を結んだ。9月1日にメジャー契約を結んでアクティブ・ロースター入りした。オフの11月3日にFAとなった。

### メキシカンリーグ時代
2022年4月5日にリーガ・メヒカーナ・デ・ベイスボルのメキシコシティ・レッドデビルズと契約した。12試合に出場して打率.119、本塁打0と極度の不振のため、5月18日に自由契約が発表された。

### 独立リーグ時代
2022年7月1日にアトランティックリーグのケンタッキー・ワイルドヘルス・ゲノムスと契約した。9月16日に自由契約となった。

## 人物
愛称は「クラッシュ」で、映画「Bull Durham（邦題：さよならゲーム）」でケビン・コスナー演じる主人公のクラッシュ・デービスに由来する。この映画の影響で、デービスという選手の愛称は「クラッシュ」である場合が多い。綴り違いの同姓同名である一塁手のクリス・デービスも、愛称はクラッシュである。尚、このデービス外野手は「Crush」ではなく、自身の名前に因んで「Khrush」と表記している。
母親がメキシコのシナロア州生まれで、WBCではメキシコ代表の出場資格も持っている。

## 詳細情報

### 年度別打撃成績
| 年 度    | 球 団    | 試 合 | 打 席 | 打 数 | 得 点 | 安 打 | 二 塁 打 | 三 塁 打 | 本 塁 打 | 塁 打 | 打 点 | 盗 塁 | 盗 塁 死 | 犠 打 | 犠 飛 | 四 球 | 敬 遠 | 死 球 | 三 振 | 併 殺 打 | 打 率 | 出 塁 率 | 長 打 率 | O P S |
| -------- | -------- | ----- | ----- | ----- | ----- | ----- | -------- | -------- | -------- | ----- | ----- | ----- | -------- | ----- | ----- | ----- | ----- | ----- | ----- | -------- | ----- | -------- | -------- | ----- |
| 2013     | MIL      | 56    | 153   | 136   | 27    | 38    | 10       | 0        | 11       | 81    | 27    | 3     | 0        | 0     | 1     | 11    | 0     | 5     | 34    | 4        | .279  | .353     | .596     | .949  |
| 2014     | MIL      | 144   | 549   | 501   | 70    | 122   | 37       | 2        | 22       | 229   | 69    | 4     | 1        | 0     | 6     | 32    | 0     | 10    | 122   | 13       | .244  | .299     | .457     | .756  |
| 2015     | MIL      | 121   | 440   | 392   | 54    | 97    | 16       | 2        | 27       | 198   | 66    | 6     | 2        | 0     | 3     | 44    | 1     | 1     | 122   | 9        | .247  | .323     | .505     | .828  |
| 2016     | OAK      | 150   | 610   | 555   | 85    | 137   | 24       | 2        | 42       | 291   | 102   | 1     | 2        | 0     | 5     | 42    | 0     | 8     | 166   | 19       | .247  | .307     | .524     | .831  |
| 2017     | OAK      | 153   | 652   | 566   | 91    | 140   | 28       | 1        | 43       | 299   | 110   | 4     | 0        | 0     | 7     | 73    | 1     | 6     | 195   | 20       | .247  | .336     | .528     | .864  |
| 2018     | OAK      | 151   | 654   | 576   | 98    | 142   | 28       | 1        | 48       | 316   | 123   | 0     | 0        | 0     | 7     | 59    | 1     | 12    | 175   | 16       | .247  | .326     | .549     | .874  |
| 2019     | OAK      | 133   | 533   | 481   | 61    | 106   | 11       | 0        | 23       | 186   | 73    | 0     | 0        | 0     | 2     | 47    | 3     | 3     | 146   | 11       | .220  | .293     | .387     | .679  |
| 2020     | OAK      | 30    | 99    | 85    | 9     | 17    | 5        | 0        | 2        | 28    | 10    | 0     | 0        | 0     | 1     | 10    | 0     | 3     | 26    | 5        | .200  | .303     | .329     | .632  |
| 2021     | TEX      | 22    | 61    | 51    | 8     | 8     | 1        | 1        | 2        | 17    | 5     | 0     | 0        | 0     | 2     | 8     | 0     | 0     | 16    | 2        | .157  | .262     | .333     | .596  |
| 2021     | OAK      | 20    | 53    | 51    | 3     | 13    | 4        | 0        | 1        | 20    | 5     | 0     | 0        | 0     | 0     | 2     | 0     | 0     | 15    | 0        | .255  | .283     | .392     | .675  |
| '21計    | OAK      | 42    | 114   | 102   | 11    | 21    | 5        | 1        | 3        | 37    | 10    | 0     | 0        | 0     | 2     | 10    | 0     | 0     | 31    | 2        | .206  | .272     | .363     | .635  |
| MLB：9年 | MLB：9年 | 980   | 3804  | 3394  | 506   | 820   | 164      | 9        | 221      | 1665  | 590   | 18    | 5        | 0     | 34    | 328   | 10    | 48    | 1017  | 99       | .242  | .314     | .491     | .805  |

- 各年度の太字はリーグ最高

### 年度別守備成績
| 年 度 | 球 団 | 左翼（LF） | 左翼（LF） | 左翼（LF） | 左翼（LF） | 左翼（LF） | 左翼（LF） |
| 年 度 | 球 団 | 試 合      | 刺 殺      | 補 殺      | 失 策      | 併 殺      | 守 備 率   |
| ----- | ----- | ---------- | ---------- | ---------- | ---------- | ---------- | ---------- |
| 2013  | MIL   | 34         | 47         | 1          | 1          | 0          | .980       |
| 2014  | MIL   | 134        | 252        | 2          | 3          | 2          | .988       |
| 2015  | MIL   | 108        | 171        | 1          | 5          | 0          | .972       |
| 2016  | OAK   | 93         | 159        | 4          | 5          | 3          | .970       |
| 2017  | OAK   | 116        | 212        | 2          | 1          | 1          | .995       |
| 2018  | OAK   | 11         | 17         | 0          | 0          | 0          | 1.000      |
| 2019  | OAK   | 4          | 3          | 0          | 0          | 0          | 1.000      |
| 2021  | TEX   | 2          | 3          | 0          | 0          | 0          | 1.000      |
| 2021  | OAK   | 1          | 1          | 0          | 0          | 0          | 1.000      |
| '21計 | OAK   | 3          | 4          | 0          | 0          | 0          | 1.000      |
| MLB   | MLB   | 503        | 865        | 10         | 15         | 6          | .983       |

- 各年度の太字はリーグ最高

### タイトル
- 本塁打王：1回（2018年）

### 表彰
- エドガー・マルティネス賞：1回（2018年）

### 背番号
- 18（2013年 - 2015年）
- 2（2016年 - 2020年）
- 4（2021年 - 同年途中）
- 11（2021年途中 - 同年終了）